# 人見次郎 (台湾総督府総務長官)

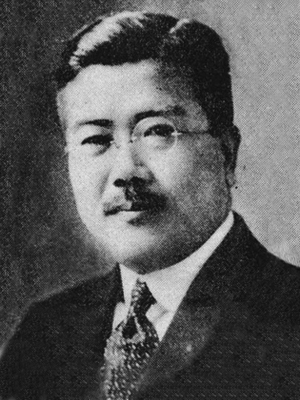
人見次郎

人見 次郎（ひとみ じろう、1879年12月16日 - 1959年12月2日）は、日本の農商務官僚、実業家。朝鮮総督府総督官房鉄道局長、台湾総督府総務長官。

## 経歴
京都府船井郡富本村（現・南丹市八木地区）で人見次郎八の二男として生まれる。第三高等学校を経て、1904年7月、東京帝国大学法科大学法律学科を卒業。同年11月、文官高等試験行政科試験に合格した。農商務省に入り、山林局属となる。特許局事務官・庶務課長、兼特許局図書館長、衆議院事務局書記官兼特許局事務官などを歴任。
1908年、統監府に転じ、特許局事務官に就任。1910年8月に朝鮮総督府が設置されると、書記官・農商工部商工課長に就任。以後、同部殖産局商工課長、農商工部農務課長などを歴任し、1917年7月、総督官房鉄道局長に就任。1919年5月まで在任し退官した。その後、東洋拓殖株式会社理事を務め、さらに、1926年にフィラデルフィアで開催された米国独立150年記念万国博覧会（en:Sesquicentennial Exposition）の日本出品協会幹事長となる。
1929年7月、朝鮮総督府時代の上司であった石塚英蔵が台湾総督に就任し、同年8月、台湾総督府総務長官に就任した。1931年1月、霧社事件により石塚総督と共に辞任。その後、朝鮮無煙炭株式会社常務取締役、西鮮鉄道株式会社社長などを務めたが、戦後に公職追放となった。
1959年12月2日午後1時15分頃、東京都世田谷区上北沢の自宅にて脳軟化症のため死去。同月4日午後1時よりカトリック世田谷教会において告別式が営まれた。

## 親族
次女の季子の夫は外交官の安川壮（安川第五郎の長男）。孫の安川壮一（1947年生）は1974年共同通信社入社、成田支局などを経て政治部、ワシントン支局、外務省クラブキャップ、佐賀支局長、校閲部長、論説副委員長、客員論説委員。壮一の岳父に岩瀬孝。